# Captain Norad, Herrscher über das Universum
Captain Norad, Herrscher über das Universum (Originaltitel: Captain Norad, Ruler of the Universe) ist der zweite von insgesamt sechs Filmen um das Raumschiff Highlander, der nach dem Erfolg des ersten Teils Die Rückkehr von Captain Norad produziert. Es handelt sich um eine Parodie auf das Filmgenre der Science Fiction, besonders auf Star Trek, aber auch auf andere Werke. Der Film wurde am 8. September 1996 auf Sat.1 ausgestrahlt und ist 2005 als Buch erschienen, geschrieben von Thorsten Reimnitz.

## Inhalt
Nach seiner Rückkehr hat man Captain Norad – sehr zum Leidwesen seiner Crew – sein Kommando über die USS HIGHLANDER wieder zurückgegeben. Er soll beim Geburtstag eines wichtigen Diplomaten die vereinigten Planeten repräsentieren, veranstaltet bei dem Essen allerdings ein mittleres Chaos und lädt sich am Schluss selbst zu einer Zeremonie ein, deren tieferer Sinn – wie er durch Selbsterfahrung feststellen muss – darin besteht, Schmerz zu erleiden.
Auf dem Rückweg zur Erde gilt es noch den Konflikt zwei verfeindeter Parteien zu lösen, was ihm auch gelingt.